# Tortricide
Tortricidele (Tortricidae), numite și molii tortricide, omizi torcătoare, răsucitorii frunzelor, este o familie de fluturi mici, diurni sau nocturni. Aripile anterioare au baza lățită, încât forma aripii este aproape dreptunghiulară. În repaus, aripile posterioare se strâng în evantai. Larvele lor îndoiesc sau răsucesc frunzele la diferite plante și trăiesc în tubul astfel format. Sunt dăunătoare plantelor lemnoase, în păduri,  livezi, în florării.
Printre speciile mai importante din România se numără:
- Tortrix viridana - molia verde a stejarului - are aripile anterioare unicolore verzi-deschise, cu marginea anterioară galbenă-pal și anvergura de 16-24 mm. Larvele sunt verzi și trăiesc pe stejar; îndoiește marginile frunzei și le roade. Este unul dintre cele mai dăunătoare lepidoptere pentru pădurile de stejar din Europa.
- Acleris bergmanniana (Croesia bergmanniana) - molia trandafirului - are aripile anterioare galbene ca lămâia, reticulate brun-roșietic și cu două linii plumburii și anvergura de 13-14 mm. Larva albă-verzuie sau gălbuie trăiește pe trandafir, rozând mugurii și îndoind frunzele.
- Lobesia botrana (Eudemis botrana, Polychrosis botrana) - molia viței de vie sau eudemisul viței - are anvergura de 10-12 mm, aripile anterioare cu nuanțe cenușii și roșcate. Larva galbenă trăiește pe vița-de-vie, atacând florile și boabele.
- Eupoecilia ambiguella (Clysia ambiguella) - molia brună a viței de vie sau cochilisul - cu anvergura de 12-15 mm are aripile anterioare gălbui, cu o pată transversală neagră. Larva castanie-albă trăiește în vii, atacând mugurii, florile și boabele.
- Cydia pomonella (Laspeyresia pomonella, Carpocapsa pomonella) - viermele merelor -  cu anvergura de 14-19 mm are aripile anterioare brune, cu pete roșcate. Larva albicioasă este dăunătoare atacând merele (viermele merelor), larva se împupează în pământ.
- Grapholita funebrana -  viermele prunelor - aripile anterioare gri-castanii cu amestec gri-cenușiu, prezintă în spatele câmpului bazal o bandă difuză formată din 3-4 linii gri. Larva albă atacă prunele, cireșele, vișinele,  caisele și  piersicii.
- Retinia resinella (Petrova resinella, Evetria resinella) - are anvergura de 17-20 mm, aripile anterioare cu nuanțe cenușii și negricioase, sub formă de pete și desene neregulate, cu reflexe argintii. Larva trăiește în ramuri terminale de Pinus  mugo (jneapăn), formându-și din rășină o capsulă apărătoare ce seamănă cu o gală.

## Legături externe
Materiale media legate de Tortricide la Wikimedia Commons